# W. Francis McBeth
William Francis McBeth (Ropesville, Texas, 9 mars 1933 – 6 janvier 2012) est un compositeur américain spécialisé dans les orchestres d'harmonie.

## Œuvres

### Orchestres

#### Symphonies pour orchestres
- 1955 : Symphony No. 1, opus 7
- 1956 : Symphony No. 2, opus 10
- 1963 : Symphony No. 3, opus 27
- 1969 : Symphony No. 4, opus 49A

#### Autres travaux pour orchestres
- 1956 : Suite on a Biblical Event, opus 8
- 1956 : Overture for Orchestra, opus 9
- 1957 : Pastorale, for woodwinds and strings, opus 11
- 1960 : Pastorale and Allegro, opus 21
- 1961 : Allegro Agitato, opus 24
- 1963 : Quanah, opus 29
- 1974 : Grace, Praeludium and Response, opus 53
- 1974 : The Badlands, opus 54A
- 1975 : Kaddish, opus 57A

### Travaux pour orchestres d'harmonie
- 1954 : Orfadh, opus 3
- 1954 : Divertimento for Band, opus 4
- 1959 : Cavata, opus 17
- 1960 : Second Suite for Band, opus 20
- 1961 : Narrative, opus 23
- 1961 : Chant and Jubilo, opus 25
- 1963 : Mosaic, opus 29A
- 1964 : Reflections Past, opus 30
- 1964 : Joyant Narrative, opus 34
- Two Fanfares
- # 1959 : Thaxton Fanfare, opus 16
- # 1964 : Cooper Fanfare, opus 32
- 1965 : Battaglia, opus 36
- Two Symphonic Fanfares
- # 1965 : Jenkins Fanfare, opus 35
- # 1966 : TCU Fanfare, opus 38
- 1966 : Cantique and Faranade, opus 39
- 1967 Texas Tech Fanfare, for two wind orchestras, opus 43
- Symphonic Sounds for the Field
- # 1967 : Bowie Fanfare, opus 41
- # 1968 : Fredericksburg Fanfare, opus 45
- 1967 : Masque, opus 44
- Big Sounds for young bands
- # 1967 : Weiss Fanfare, opus 42
- # 1968 : Jayton Fanfare, opus 46
- 1969 : Drammatico, opus 48
- 1969 : Divergents, opus 49
- 1971 : The Seventh Seal, opus 50
- 1973 : Festive Centennial, opus 51
- 1973 : To be Fed by Ravens, opus 52
- 1974 : Capriccio Concertant, opus 54
- 1975 : Kaddish for Symphonic Band, opus 57
- 1976 : New Canaan, opus 58
- 1977 : Canto, opus 61
- 1979 : Caccia, opus 62
- 1979 : Cavata, opus 63
- 1981 : The Feast of Trumpets, opus 64
- 1981 : Grace Praeludium, opus 65
- 1982 : Flourishes, opus 66
- 1983 : Praises, opus 70
- 1984 : Beowulf – An Heroic Trilogy, opus 71
- 1986 : To the Unknowns, opus 73
- 1986 : With Sounding Trumpets, opus 74
- 1987 : The Fifth Trumpeter, opus 75
- 1988 They Hung Their Harps in the Willows, opus 77
- 1990 : Of Sailors and Whales, opus 78
- # Ishmael
- # Queequeg
- # Father Mapple
- # Ahab
- # The White Whale
- 1991 : Drayton Hall Esprit, opus 79
- 1992 : Daniel in the Lion's Den, opus 80
- 1992 : This Land Of El Dorado, opus 81
- 1993 : Wine From These Grapes, opus 83
- 1993 : Through Countless Halls of Air, opus 84
- # First Flight – Daedalus And Icarus,
- # Kitty Hawk – Orville And Wilbur,
- # High Flight – BeeGee and the Blackbird
- 1997 : The Sea Treaders
- Come Wandering Shepherds
- Eulogies by the Bard of Great Falls
- Fanfare „The Lions of North Bridge“
- Lauds And Tropes
- # Laud I, II.
- # Trope I, III.
- # Laud II, IV.
- # Trope II, V.
- # Laud III
- Tenebrae
- The Gathering of the Waters
- When Honor Whispers And Shouts
- When Rossi Strikes
- The Dream Catcher
- Scaramouche
- Estampie